# Blepharis grossa
Blepharis grossa là một loài thực vật có hoa trong họ Ô rô. Loài này được (Nees) T.Anderson mô tả khoa học đầu tiên năm 1864. Đây là loài bản địa Angola, Namibia và các tỉnh Cape.

## Phân loại
Loài này được mô tả lần đầu tiên vào năm 1847 bởi Nees von Esenbeck với danh pháp Acanthodium grossum. Danh pháp đã được sửa đổi vào năm 1863 bởi Thomas Anderson thành Blepharis grossa. 